# Fáy András Görögkatolikus Technikum és Szakgimnázium
A Fáy András Görögkatolikus Technikum és Szakgimnázium egy miskolci középiskola, amit a „nemzet mindeneséről”, Fáy Andrásról neveztek el.

## Története
A Fáy András Közgazdasági Szakközépiskola 1917. október 3-án kezdte meg a női felsőkereskedelmi képzést, mindössze két tanteremmel valamint egy igazgatóval és két tanárral. A képzés kezdetben csak hároméves volt. Az 1918/19-es tanévtől az órákat a Papszeri múzeumépület emeleti részén tartották. Itt alakították ki a négy tantermet, a tanári szobát (könyvtárral) valamint az igazgatói szobát. 1919-től miniszteri rendelet alapján a kereskedelmi iskolákat négyévessé szervezték, a rendelet természetesen a Fáyt is érintette.
Az egyre több jelentkező miatt a Múzeum kezdett szűkössé válni. Az 1926/27-es tanévben már a Zenepalotában kezdték meg a tanítást. Az iskola neve is változott: Négyévfolyamú Női Felsőkereskedelmi Iskola. 1940-ben ismét változott az iskola neve, az új név Kereskedelmi Leányközépiskola lett. A háború alatt több képzés is folyt az épületben (Izraelita Polgári leányiskola, légoltalmi tanfolyamok), ezért délelőtti és délutáni „műszakban” tanítottak. A háború alatt egy időre visszaköltözött eredeti helyére, 1945. január 15-étől az oroszt kötelező jelleggel kellett tanítani.
1946-ban az iskolát visszahelyezték a Zenepalota épületébe. A Fáy sem kerülhette el az államosítást, erre 1949-ben került sor, új nevet is kapott: Közgazdasági Leánygimnázium. További osztályokat indítottak, így már 11 osztályban folyt a képzés. 1951-ben újra névváltoztatás következett az iskola életében, az új név Közgazdasági Technikum Ipari Tagozata lett. 1953-ban az iskola a zenei gimnáziummal együtt a Tóth Pál Gimnáziumba költözött. Ez időben indult a levelező képzés. 1960-ban az iskola ismét új nevet kapott, Közgazdasági Szakközépiskolaként működött tovább. 1962-ben indult az idegen nyelvi, gépíró, gyorsíró tagozat. 1963-ban a gép-gyorsíró és az adminisztratív tagozat is elindult, szintén ebben vált szét szervezetileg a zeneiskola és a Fáy. 1967-ben újabb tagozatok indultak: a pénzügyi és a belkereskedelmi szakok.
1976 tavaszára az iskola állapota annyira leromlott, hogy életveszélyessé nyilvánították, csak a tanári szoba volt használható állapotban (ennek ellenére az épületet helyreállították és ma is áll). Az új épület az Avas alján, a Jászi Oszkár u. 1. sz. alatt épült fel. 1981-ben az iskola hivatalos megnevezése Fáy András Közgazdasági Szakközépiskola lett. Az akkreditált felsőoktatási szakképzést 1998-ban indították be. 2001-től az iskolába felvételt nyertek részt vehetnek a kéttannyelvű képzésben, amely magyar–angol és magyar–francia bontásban zajlik.
2011. szeptember elsejével az iskola a görögkatolikus egyház (a Miskolci Apostoli Exarchátus) fenntartásába került és neve is megváltozott; Fáy András Görögkatolikus Közgazdasági Szakközépiskola lett. Fenntartója a miskolci görögkatolikus püspök exarcha, dr. Orosz Atanáz. 2017 szeptemberétől Fáy András Görögkatolikus Közgazdasági Szakgimnázium néven működik.
A középiskolában jelenleg közgazdasági, ügyviteli, turisztikai és informatikai szakirányban oktatnak. Az érettségire való fölkészítés mellett a szakma megismertetése, megszerettetése is fontos feladat – elméleti és gyakorlati tárgyakkal, emelt szintű képzésekkel. Érettségi utáni szakmai képzés is van az iskolában: pénzügyi-számviteli ügyintéző, vállalkozási ügyviteli ügyintéző, logisztikai technikus, turisztikai technikus, informatikai rendszer- és alkalmazás-üzemeltető technikus és közművelődési munkatárs.

## A 2023/2024-es tanévben induló osztályok
| Ágazat                                                             | Kód  | Kimenet                                                   |
| ------------------------------------------------------------------ | ---- | --------------------------------------------------------- |
| Gazdálkodás és menedzsment (közgazdaság)                           | 0001 | Pénzügyi-számviteli ügyintéző                             |
| Gazdálkodás és menedzsment (ügyviteli és közgazdasági tartalommal) | 0002 | Vállalkozási ügyviteli ügyintéző                          |
| Közlekedés és szállítmányozás (logisztika)                         | 0003 | Logisztikai technikus                                     |
| Turisztika-vendéglátás                                             | 0004 | Turisztikai technikus                                     |
| Informatika és távközlés                                           | 0005 | Informatikai rendszer- és alkalmazás-üzemeltető technikus |
| Közművelődés                                                       | 0006 | Közművelődési munkatárs                                   |
| Oktatás                                                            | 0007 | Oktatási szakasszisztens                                  |
| Kereskedelem                                                       | 0008 | Kereskedő és webáruházi technikus                         |

## Megközelítés
Az intézmény mellett megáll a 31-es és a 280-as busz, de megközelíthető a Petneházy bérházaknál megálló autóbuszokkal is.

## Az iskola igazgatói
| Sorszám | Név                            | Igazgatósága |
| ------- | ------------------------------ | ------------ |
| 1.      | Vértessy Sándor                | 1917–1918    |
| 2.      | Bank Sándor                    | 1918–1949    |
| 3.      | Király Lajos                   | 1949–1950    |
| 4.      | Juhász Endre                   | 1950–1952    |
| 5.      | Balogh Ferenc                  | 1952–1967    |
| 6.      | Tóth Bertalanné Makár Erzsébet | 1967–1972    |
| 7.      | Puskás Imréné Párdy Jolán      | 1973–1985    |
| 8.      | Majoros Györgyné Balogh Klára  | 1985–2007    |
| 9.      | Gergelyné Bobák Katalin        | 2007–2011    |
| 10.     | Kondás Miklós                  | 2011–        |